# Treuenbrietzen
Treuenbrietzen è una città di 7 422 abitanti del Brandeburgo, in Germania.

Appartiene al circondario di Potsdam-Mittelmark.

## Storia
Durante il periodo del nazionalsocialismo detenuti del campo di concentramento di Sachsenhausen e prigionieri di guerra furono costretti a lavorare nelle tre fabbriche di armamenti di Treuenbrietzen e dei dintorni: la fabbrica Sebaldushof („Werk A“), fabbrica di munizioni Selterhof („Werk S“) e la fabbrica Dr. Kroeber & Sohn. Nel 1943, in un Lager centrale al sud del Seltershof, erano detenuti 2443 prigionieri di guerra. Nel 1945, poco prima dell’arrivo dell’Armata Rossa, 127 internati militari italiani (IMI) furono uccisi dalla Wehrmacht. Nella contrada di Rietz tre lavoratori coatti furono fucilati da un commando della Wehrmacht. A partire dal 1975 tale episodio viene ricordato con una lastra commemorativa presso un fienile sulla strada principale di Rietz.
Verso la fine della Seconda guerra mondiale i combattimenti nella zona intorno alla città furono molto duri e in questo contesto emersero i tristemente noti massacri di Treuenbrietzen. Tra la fine di aprile e i primi giorni di maggio l’Armata Rossa fucilò tra i 30 e i 166 civili, in maggior parte uomini. A fine aprile del 1945 l’Armata Rossa occupò Treuenbrietzen, dovette però ritirarsi dopo dodici ore. Con una seconda offensiva la Wehrmacht fu definitivamente scacciata.
Nel 2003 vennero aggregati alla città di Treuenbrietzen i comuni di Lobbese, Lühsdorf e Marzahna.

## Società

### Evoluzione demografica
- Sviluppo della popolazione dal 1875 entro gli attuali confini (Linea Blu: Popolazione; Linea puntata: Confronto dello sviluppo della popolazione dello stato del Brandenburgo; Sfondo grigio: Ai tempi del governo nazista; Sfondo rosso: Al tempo del governo comunista)
- Sviluppo recente della popolazione (Linea blu) e previsioni

| Anno | Abitanti |
| ---- | -------- |
| 1875 | 9 422    |
| 1890 | 8 939    |
| 1910 | 9 226    |
| 1925 | 9 815    |
| 1939 | 12 239   |
| 1950 | 13 554   |
| 1964 | 11 114   |

| Anno | Abitanti |
| ---- | -------- |
| 1971 | 10 961   |
| 1981 | 9 749    |
| 1985 | 9 626    |
| 1990 | 9 251    |
| 1995 | 9 240    |
| 2000 | 8 908    |
| 2005 | 8 475    |

| Anno | Abitanti |
| ---- | -------- |
| 2010 | 7 776    |
| 2015 | 7 379    |
| 2016 | 7 460    |
| 2017 | 7 475    |
| 2018 | 7 405    |
| 2019 | 7 459    |
| 2020 | 7 423    |

Fonti dei dati sono nel dettaglio nelle Wikimedia Commons..

## Geografia antropica

### Suddivisioni amministrative
Treuenbrietzen si divide in 13 zone, corrispondenti all'area urbana e a 12 frazioni (Ortsteil):
- Treuenbrietzen (area urbana)
- Bardenitz, con le località;
  - Klausdorf
  - Pechüle
- Brachwitz
- Dietersdorf
- Feldheim, con la località:
  - Schwabeck
- Frohnsdorf
- Lobbese, con le località:
  - Pflügkuff
  - Zeuden
- Lüdendorf
- Lühsdorf
- Marzahna, con la località:
  - Schmögelsdorf
- Niebel
- Niebelhorst
- Rietz, con le località:
  - Neu-Rietz
  - Rietz-Ausbau
  - Rietz-Bucht

## Amministrazione

### Gemellaggi
Treuenbrietzen è gemellata con:
- Nordwalde, dal 1990
- Chiaravalle